# Paragobiodon modestus
Paragobiodon modestus es una especie de peces de la familia de los Gobiidae en el orden de los Perciformes.

## Morfología
Los machos pueden llegar a alcanzar los 3,5 cm de longitud total.

## Hábitat
Es un pez de Mar íy, de clima tropical y asociado a los  arrecifes de coral que vive hasta los 9 m de profundidad.

## Distribución geográfica
Se encuentra desde el África Oriental hasta las Islas Marshall, las Islas Ryukyu y el este de Australia.

## Observaciones
Es inofensivo para los humanos. 